# Gergeti
Gergeti (en georgiano: გერგეთი; también conocido como Ortsveri) es un glaciar situado en la ladera sureste del monte Kazbek en el distrito de Kazbegi que pertenece a Georgia. La longitud del glaciar Gergeti es de 7,1 km (4,4 millas) y su superficie es de 11 kilómetros cuadrados (4,2 millas cuadradas). La lengua de Gergeti desciende hasta los 2900 metros (9.500 pies) sobre el nivel del mar. La mayor parte del glaciar se encuentra dentro de una antigua y erosionada caldera volcánica, en cuyo borde norte de la caldera, se levanta el cono de la montaña Kazbek. El borde sur de la caldera donde el glaciar desciende, está delimitado por el monte Ortsveri. Hay una estación meteorológica ubicada en el borde izquierdo del glaciar Gergeti a una altitud de 3650 m (11.980 pies) sobre el nivel del mar.